# Golbahar
Gulbahar  (Dari: گلبهار) este un district situat la 76 km nord de capitala Afganistanului, Kabul.
Acest district sfâșiat de război, care a fost câmpul de luptă între diferite forțe, este situat jumătate în provincia Parwan și jumătate în provincia Kapisa. În secțiunea care este situată în Kapisa există fabrică de textile, o nouă universitate, denumită Universiatte Alberoni.
1. ↑  نتایج سرشماری جمعیت به تفکیک تقسیمات کشوری سال 1395 (în persană)